# Дарија Кинцер
Дарија Кинцер (хрв. Daria Kinzer; 29. мај 1988, Ашафенбург) хрватска је певачица која је представљала Хрватску на Песми Евровизије 2011. у Диселдорфу. Победила је на хрватском националном избору Дори 2011. са песмом Бориса Ђурђевића Celebrate.

## Биографија
Дарија је рођена у Немачкој, одрасла у мешовитом браку између оца Немца и мајке Хрватице, али се одувек осећала као Хрватица. Одрасла је у Бечу, где је и завршила студије менаџмента, а при крају је и са студијама театрологије и филмологије. Због Доре, 2011. сели се у Загреб, где одлучује да остане и након победе на такмичењу.
Певала је у емисији Свирци моји, а и за хрватску публику у Бечкој концертној дворани на Хрватској тамбурашкој рапсодији. Дарија је у Аустрији објавила поп албум 2 Nice. Наступала је у Градској већу у Бечу, у Бечкој монетарној берзи, у дворцу Шенбрун и другде. Има искуства и у глуми; у различитим продукцијама имала је главну улогу у мјузиклима Чикаго, Мачке, Коса, Мала трговина ужаса, Лепотица и звер, итд.